# Torrent de Son Xorc
El Torrent de Son Xorc és un curs d'aigua torrencial d'uns 20 km. És un dels principals cursos de la Conca de Campos juntament amb el torrent de Son Catlar. Prové de la unió de diferents torrents del vessant sud occidental de les serres de Llevant. Després de Recollir les aigües dels municipis de Felanitx i Porreres, s'endinsa a la depressió de Campos, per l'est de la vila, i a partir d'aleshores el seu curs esdevé indefinit, degut a la rompuda del seu llit, com altres torrents de la depressió campanera. Tanmateix en casos d'aiguats el llit resorgeix i aboca les aigües al Salobrar. Alguns dels seus afluents són el torrent de Son Negre i el torrent de Felanitx.
Al pertànyer a la conca més àrida de Mallorca, el curs presenta molt poca escorrentia superficial, normalment tan sols alguns dies per dècada. Aquest fet provoca que el seu llit s'hagi utilitzat d'antuvi com a terreny agrícola, camí o directament s'hagi edificat. Aquesta situació provoca danys en aiguats intensos, degut a la falta de drenatge i obsteculització de l'escorrentiu. Un exemple en fou els aiguats del 1989, quan el torrent assolí un cabal punta de 1600 m³ i inundà uns 20 km² de la depressió campanera.